# Pripetska močvirja
Pripetska močvirja (belorusko Прыпяцкія балоты) ali Pinska močvirja (Пінскія балоты) so obširno območje mokrišč v dolini reke Pripet (Pripjat), ki obsegajo približno 270.000 km² ozemlja na jugozahodu Belorusije in severozahodu Ukrajine. S tem so eno največjih mokrišč v Evropi. Široka naplavna ravnica, ki meri 225 km v širino in skoraj 500 km v dolžino ter zavzema večino regije Polesje, se razteza med Brestom na zahodu, Mogilevom na severovzhodu in Kijevom na jugovzhodu. Največje mesto znotraj območja je Pinsk. Na jugu jo omejuje Voljno-podolsko višavje v Ukrajini, na severu pa Beloruski greben, s katerega se proti reki spuščajo številni vodotoki. Skupaj tvorijo blodnjak rek in kanalov, ki ga odvodnjava reka Pripet, pritok Dnepra.
Območje je pokrito s peščenimi nanosi, ki so jih odložili ledeniki med zadnjo ledeno dobo. Poplavljene predele poraščajo močvirja ostričevk, šašev in trav s posameznimi šotišči, višje nanose ob bregovih Pripeta pa sestoji vrb, jelš, topolov in podobnih vlagoljubnih dreves.
Težko prehodno območje je zgodovinsko znano predvsem kot naravna ovira, ki je preprečevala premike vojsk in predstavljala glavno pregrado med Nemškim cesarstvom in Ruskim imperijem. S tem je začrtalo dve od treh glavnih poti invazij iz Evrope v Rusijo: severno proti Moskvi in južno proti Ukrajini ter Krimu (tretja je vodila ob baltski obali proti Sankt Peterburgu). Tu se je ustavila Brusilova ofenziva med prvo svetovno vojno, med drugo svetovno vojno pa je razdelilo vzhodno fronto na dva glavna dela. Po porazu Rdeče armade med nemško invazijo leta 1941 so ostanki armade ušli v močvirja in vzpostavili zagrizeno odporniško gibanje, ki ga je sovjetska propaganda intenzivno slavila, a njegov strateški pomen ni bil tako bistven.